# Мартинюк Пелагія Дмитрівна
Пелагія Дмитрівна Мартинюк (14 жовтня 1918, село Левків, тепер Крижопільського району Вінницької області — ?) — українська радянська діячка, новатор сільськогосподарського виробництва, бригадир рільничої бригади колгоспу імені Сталіна Крижопільського району Вінницької області. Депутат Верховної Ради УРСР 3—5-го скликань.

## Біографія
Народилася в селянській родині.
З 1936 року — ланкова колгоспу імені Сталіна села Левків Крижопільського району Вінницької області. Член ВЛКСМ з 1936 року.
Під час німецької окупації проживала в рідному селі, чоловік загинув на фронті.
З 1945 року — бригадир рільничої бригади колгоспу імені Сталіна села Левків Крижопільського району Вінницької області. Збирала високі врожаї цукрових буряків, озимої пшениці, ячменю, проса, кукурудзи.
З грудня 1950 року — голова виконавчого комітету сільської ради села Левків Крижопільського району Вінницької області. 
Член КПРС з 1952 року.
На 1955 рік — знову бригадир рільничої бригади колгоспу імені Сталіна села Левків Крижопільського району Вінницької області.
Потім — на пенсії у селі Левків Крижопільського району Вінницької області.

## Нагороди
- орден Трудового Червоного Прапора (26.02.1958)
- медалі[які?]